# ঐ
Cette page contient des caractères spéciaux ou non latins. S’ils s’affichent mal (▯, ?, etc.), consultez la page d’aide Unicode.
ঐ, appelé aï, est une voyelle de l’alphasyllabaire assamais-bengali.

## Représentations informatiques
Ses caractères Unicode sont :
| formes       | représentations | chaînes de caractères | points de code | descriptions                   | note |
| ------------ | --------------- | --------------------- | -------------- | ------------------------------ | ---- |
| indépendante | ঐ               | ঐ                     | U+0990         | lettre bengali aï              |      |
| dépendante   | ◌ৈ               | ৈ                      | U+09C8         | diacritique voyelle bengali aï |      |